# Suisse au Concours Eurovision de la chanson 1956
La Suisse a participé au premier Concours Eurovision de la chanson en 1956 à Lugano, en Suisse. Deux chansons ont été choisies lors d'une finale nationale, le Concours Eurovision, organisée par la Télévision suisse romande (TSR).

## Processus de sélection
| no                                       | Artiste                       | Chanson                                |
| ---------------------------------------- | ----------------------------- | -------------------------------------- |
| 1                                        | Jo Roland                     | Vendredi                               |
| 2                                        | Lys Assia                     | Sei doch nicht so eifersüchtig         |
| 3                                        | Lys Assia et Quinteta Radiosa | Das alte Karussell                     |
| 4                                        | Jo Roland                     | L'Allée aux ormeaux                    |
| 5                                        | Anita Traversi                | Bandella ticinese                      |
| 6                                        | Jo Roland                     | La Ballade des bonnes années           |
| 7                                        | Lys Assia et Quinteta Radiosa | Le Bohémien                            |
| 8                                        | Jo Roland                     | Les Deux Coquins (L'Argent et l'Amour) |
| 9                                        | Jo Roland                     | J'ai triché                            |
| 10                                       | Lys Assia et Quinteta Radiosa | Addio bella Napoli                     |
| 11                                       | Lys Assia et Quinteta Radiosa | Refrains*                              |
| *Le « s » a ensuite été retiré du titre. |                               |                                        |

Les chansons Das alte Karussell et Refrains, chantées par Lys Assia, ont été choisies. Refrain a ensuite remportée le grand-prix Eurovision de la chanson européenne.
À la fin du concours, seule la chanson gagnante a été annoncée, les résultats complets ne furent jamais publiés. La position en finale de la chanson Das alte Karussell reste inconnue.